# SFRS4
스플라이싱 인자, 아르기닌/세린 풍부 단백질 4(Splicing factor, arginine/serine-rich 4)는 인간에서 SFRS4 유전자에 의해 암호화되는 단백질이다.

## 상호작용
SFRS4는 피닌과 상호작용하는 것으로 나타났다.